# Satyrus conspicuella
Satyrus conspicuella är en fjärilsart som beskrevs av Ruggero Verity 1935. Satyrus conspicuella ingår i släktet Satyrus och familjen praktfjärilar. Inga underarter finns listade.